# Jonas Gysin
Jonas Gysin, né en 1980, est un militant nationaliste et fondateur du Parti nationaliste suisse (PNOS) le 1er septembre 2000 avec Sacha Kunz à Liestal.

## Biographie
Jonas Gysin est d'abord membre du réseau skinhead Blood and Honour. En septembre 2000, il fait partie des fondateurs du PNOS. Alors que Sacha Kunz en est élu président, il en devient le vice-président et porte-parole jusqu'en juin 2003. Après le départ de Sacha Kunz, il assume la fonction de président du parti, jusqu'au 21 août 2005, date à laquelle il démissionne du parti pour « raisons personnelles » ,.
En 2003, il est condamné pour coups et blessures à une peine de 16 mois de prison avec sursis. Le 1er juillet 2005, il est condamné à une amende pour « discrimination raciale ».